# Elbay Qasimzade
Elbay Qasimzade (en azerí: Elbay Qasımzadə) es arquitecto de Azerbaiyán, Arquitecto de Honor de la RSS de Azerbaiyán y Presidente de la Unión de Arquitectos de Azerbaiyán.

## Biografía
Elbay Qasimzade nació el 26 de diciembre de 1948 en Bakú. En 1971 se graduó de la Universidad Técnica de Azerbaiyán. En 1989-2001 fue arquitecto principal de Bakú. Elbay Qasimzade es profesor de la Universidad de Arquitectura y Construcción de Azerbaiyán. Desde 2012 es presidente de la Unión de Arquitectos de Azerbaiyán. Es autor de más de 150 proyectos, de 80 artículos y de 8 libros. Elbay Qasimzade es miembro correspondiente y vicepresidente de la Academia Internacional de Arquitectura de los Países Orientales, profesor de la Academia Internacional de Arquitectura (UNESCO) y de la Unión de Arquitectos Internacionales. Ha participado en los congresos mundiales de arquitectura, que se celebran en Chicago, Barcelona, Lausana, Pekín, Turín y Tokio.

## Premios y títulos
- Arquitecto de Honor de la RSS de Azerbaiyán (1990)
- Orden Shohrat (2000)
- Orden Sharaf (2018)[4]